# Burg Kelheim
Die ehemalige Burg Kelheim befand sich im südöstlichen Teil der niederbayerischen Stadt Kelheim im gleichnamigen Landkreis. Sie entstand am nördlichen Ufer der Donau auf einer Insel zwischen zwei Donauarmen. Die Burg lag damals außerhalb der befestigten Stadt und wurde an einem bedeutenden Übergang über Donau und Altmühl errichtet. Kelheim war ab 1120 neben Wartenberg ein Hauptwohnsitz der Wittelsbacher, die damals das Pfalzgrafenamt von Bayern innehatten. Diese Zeit endete mit der Ermordung von Ludwig dem Kelheimer im Jahre 1231. 1255 wurde durch die Erste Landesteilung von Bayern Kelheim geographisch an den Rand des neu entstandenen Herzogtum Oberbayern gedrängt, allerdings wurde Kelheim um 1300 zu einem bedeutsamen Gerichtssprengel. 
Sie ist als ehemaliges Herzogsschloss unter der Aktennummer D-2-73-137-116 als Baudenkmal verzeichnet. Die Anlage wird ferner als Bodendenkmal unter der Aktennummer D-2-7037-0194 mit der Beschreibung „untertägige mittelalterliche und frühneuzeitliche Befunde im Bereich der ehem. Burg von Kelheim“ geführt.

## Baulichkeit
Die Burg entstand um das Jahr 1000. Damals wurde rund um die einmündende Donaubrücke eine halbkreisförmige Steinmauer mit einem Wassergraben von ca. 180 m Länge und 80 cm Tiefe errichtet. Die Südwestflanke gegen die Donau war vermutlich offen. Innerhalb dieses Bereiches standen im 11. Jahrhundert mehrere Steinbauten. Um 1150 wurde ein 12 × 12 m messender Bergfried errichtet, der mit Dolomit-Buckelquadern verblendet wurde. Nach der Ermordung von Ludwig dem Kelheimer wurde das Burgareal verkleinert, sodass ein trapezoidförmiger Burgbereich mit 70 × 40 × 50 × 60 m rund um den Bergfried entstand. Das Gelände wurde mit einer aus Quadersteinen errichteten Mauer mit einer Stärke von etwa 1,5 m gesichert. Diese war von einem etwa 2 m tiefen Burggraben umgeben. Ein Teil dieser Mauer steckt heute noch in voller Höhe im Altbau des Landratsamtes von Kelheim, dessen Vorgänger südwestlich des Bergfrieds entstand. Der nördliche Teil der Mauer folgte dem Verlauf des Donauarmes. Der nördliche und der südliche Brückenkopf befanden sich nun außerhalb des Burgbereichs. 

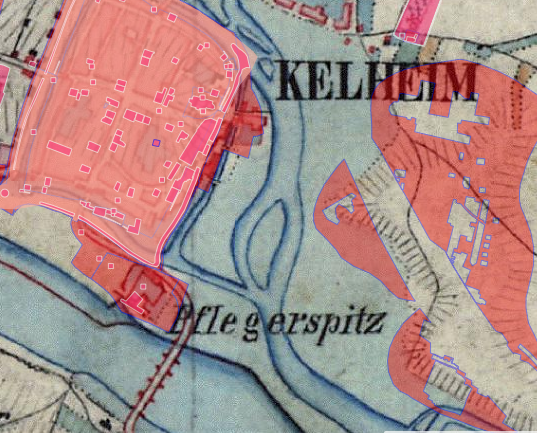
Lageplan der Burg Kelheim

Im letzten Viertel des 15. Jahrhunderts wurde die Mauer teilweise abgebrochen und um 1480 für den Bau des Herzogskastens und zweier Rundtürme verwendet, von denen heute noch der sog. Schleiferturm existiert. 1476 wurde auch die ursprüngliche herzogliche Burg abgebrochen und ein schlichter Verwaltungsbau errichtet (das sog. Wittelsbacher Schloss). Die Unbillen des Dreißigjährigen Krieges sowie des Spanischen und des Österreichischen Erbfolgekrieges hat die Anlage ohne größere Schäden überstanden. Schäden traten hingegen immer wieder durch Hochwasser und Eisfälle auf. Um einen Eissporn zu errichten und zur Stütze der Hauptmauer, wurde 1809 der Bergfried teilweise abgebrochen. Ab 1938 befand sich hier der Sitz des Landratsamtes Kelheim. Im Zuge des Neubaus des Landratsamtes 1974 wurde der Bergfriedtorso (4 m hoch, Mauerstärke 3 m) in das Gebäude integriert und dient heute als Durchgang zwischen zwei Gebäudetrakten. In 2,5 m Höhe weist er fünf Maueraussparungen auf, in denen früher Balken einer Zwischendecke steckten. Ende 2016 zog das Landratsamt in einen Neubau im Donaupark auf der gegenüberliegenden Seite der Donau um.

## Geschichte
Kelheim war der Sitz der Kelsgaugrafen, die zuerst von den Diepoldingern gestellt und ab 1014 von Otto I. von Scheyern abgelöst wurden. Die Wittelsbacher hatten ab 1120 die Burg Kelheim inne, Herzog Otto I. residierte in Kelheim. Auf dem Reichstag in Regensburg am 11. Juni 1151 hat König Konrad III. über Pfalzgraf Otto die Reichsacht verhängt; Anlass war, dass der Pfalzgraf und seine Söhne ihr Vogtamt über das Bistum Freising missbraucht hatten und der gleichnamige Sohn des Pfalzgrafen sogar einen tätlichen Angriff gegen den Bischof Otto von Freising während der Feier des Messopfers 1150 unternommen hatte. 1151 belagerte und erstürmte der König nach zwei- oder dreiwöchiger Belagerung die Burg, und der Pfalzgraf musste einen seiner Söhne als Geisel ausliefern. Um 1170 war die Burg in der Hand von Friedrich II. von Wittelsbach, der vor seiner Teilnahme an dem Kreuzzug u. a. sein „castrum“  Kelheim dem Hadamar von Ahausen als Salmann übergab. Da er glücklich heimkehrte, hatte dies keine Auswirkungen. Bei einem wichtigen Familientreffen im Jahre 1185 wird die Burg als Wohnsitz der Herzogin Agnes von Loon genannt.
Die Obhut über die Burg hatte das Dienstmannengeschlecht der Herren von Kelheim. Der erste urkundlich genannte aus dieser Familie ist ein Ulrich, der 1128/32 als Zeuge in einer Weltenburger Tradition erscheint, 1133/35 wird er als „prefectus“ (Burgkommandant) bezeichnet. Ihm folgen seine Söhne Ulrich II. und nach dessen kinderlosem Tod sein Bruder Liutold; dieser nennt sich 1197/1200 nach Kelheim, aber auch nach Schenkenau. Sein gleichnamiger Sohn erhielt den Titel „Schenk“, sein Bruder Ulrich wird 1223 als „judex de Chelheim“ erwähnt, der dritte Sohn namens Berthold bekam Schiltberg und den Titel „Marschall“.
Bei der bayerischen Landesteilung von 1255 fiel Kelheim an das Herzogtum Niederbayern und nach dem Aussterben dieser Wittelsbach’schen Linie zu Oberbayern. Um 1300 wird die Burg zum Sitz eines Gerichts, 1318 wird hier Ulrich von Leuchtenberg als Pfleger genannt. 1409 verspricht Jobst von Abensberg, Feste und Schloss Kelheim unverändert erhalten zu wollen. Zu Lichtmeß 1443 erhält Ulrich von Laber für ein Jahr Feste und Stadt Kelheim „pflegsweise“. Heute erinnert noch der Flurname „Pflegerspitz“ an diese Funktion als Sitz des Pflegers. In dieser Tradition steht auch das bis 1827 hier untergebrachte Landgericht Kelheim (älterer Ordnung), dem ab 1862 das Bezirksamt Kelheim und ab 1938 das Landratsamt Kelheim folgten.